# Neufahrn in Niederbayern
Neufahrn in Niederbayern, Neufahrn i.NB – miejscowość i gmina w Niemczech, w kraju związkowym Bawaria, w rejencji Dolna Bawaria, w regionie Landshut, w powiecie Landshut. Leży około 21 km na północ od Landshut, nad rzeką Kleine Laber, przy drodze B15.

## Dzielnice
W skład gminy wchodzą następujące dzielnice: Hebramsdorf, Neufahrn in Niederbayern, Rohrberg i Niederroning.

## Demografia
| Rok  | Liczba mieszk. |
| ---- | -------------- |
| 1970 | 3 129          |
| 1987 | 3 133          |
| 2000 | 3 873          |

## Oświata
(na 1999)

W gminie znajduje się przedszkole (100 miejsc i 125 dzieci), szkoła podstawowa (16 nauczycieli, 308 uczniów) i Realschule.

## Galeria

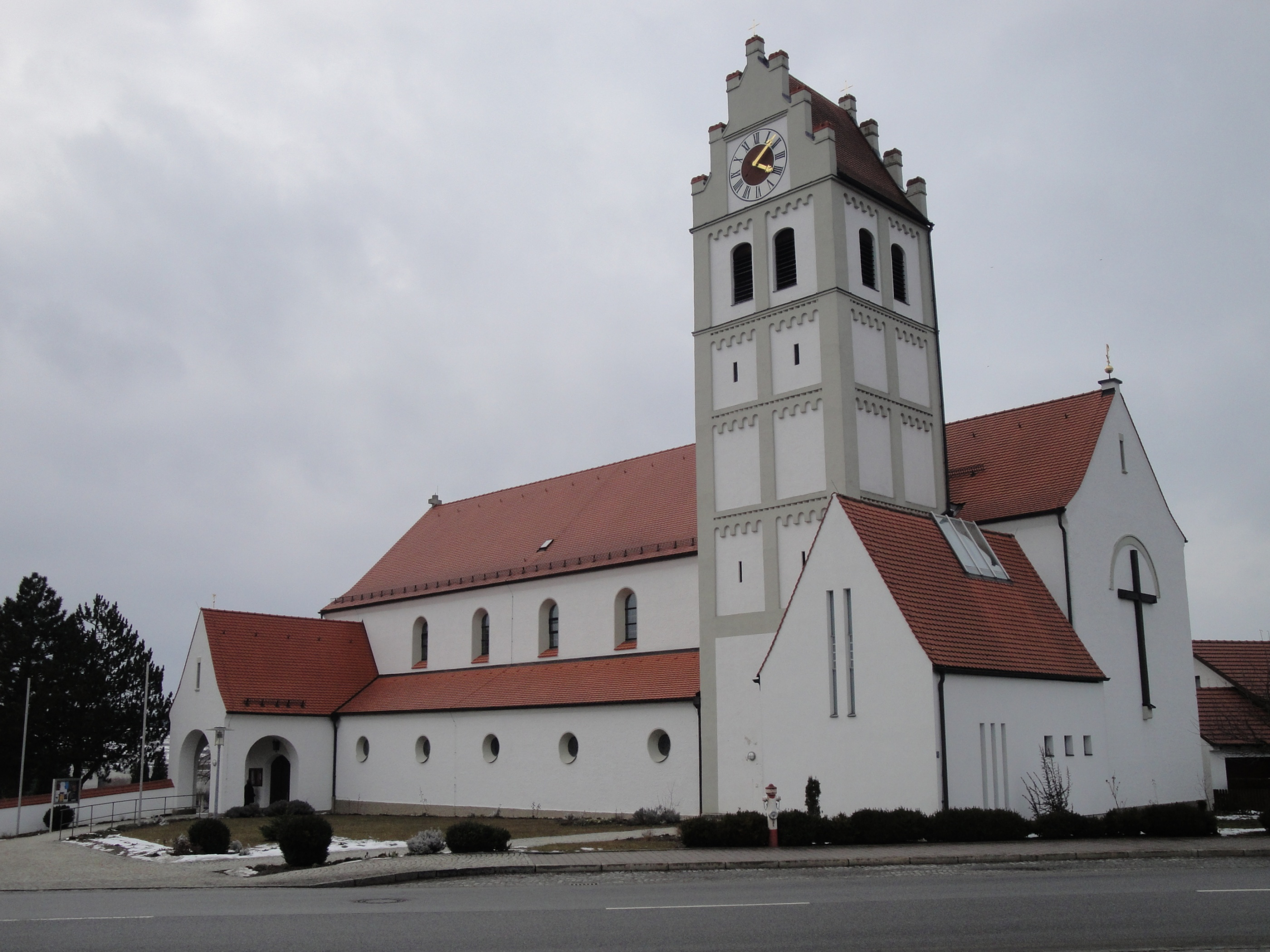
Kościół parafialny
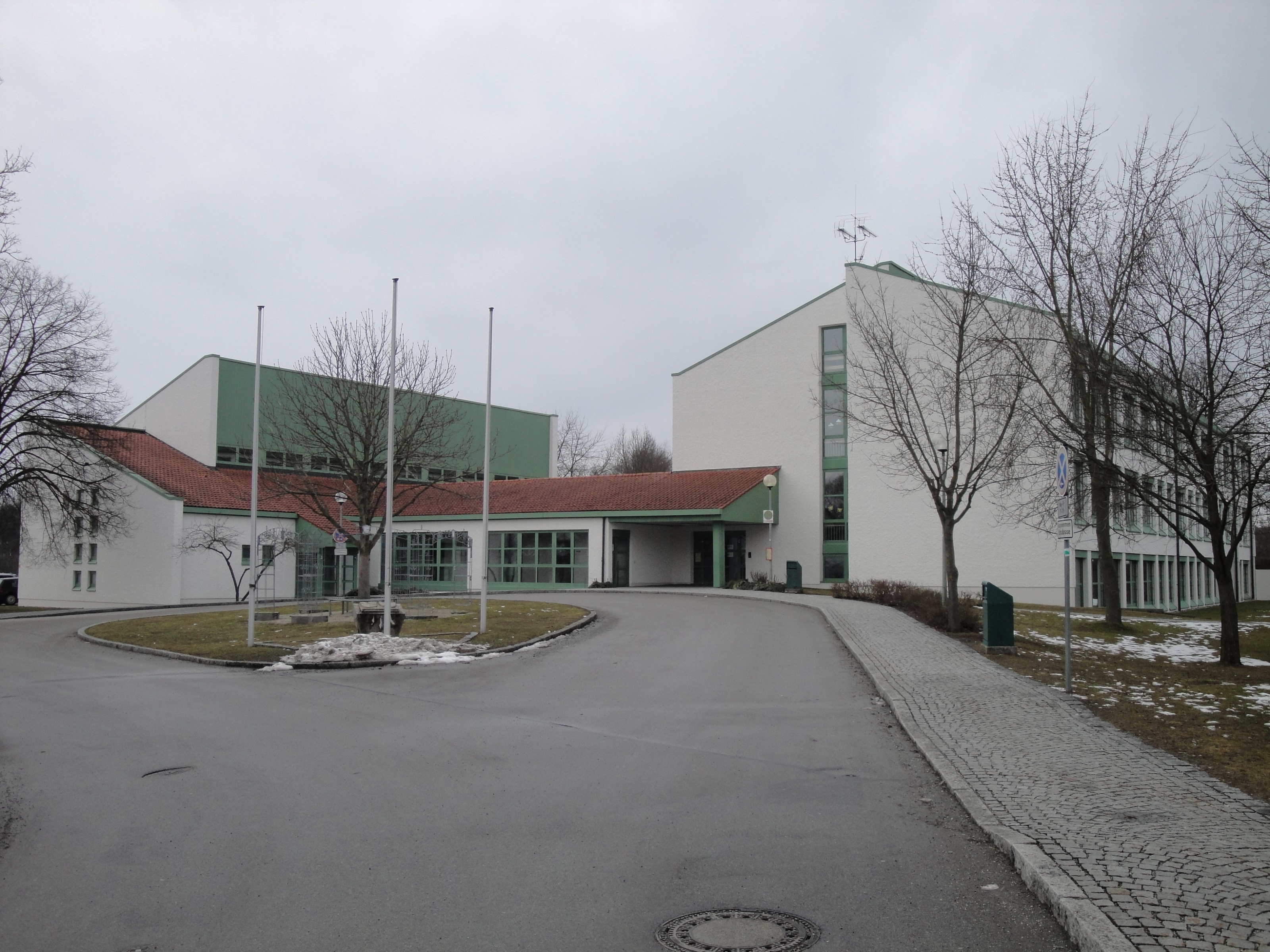
Szkoła podstawowa
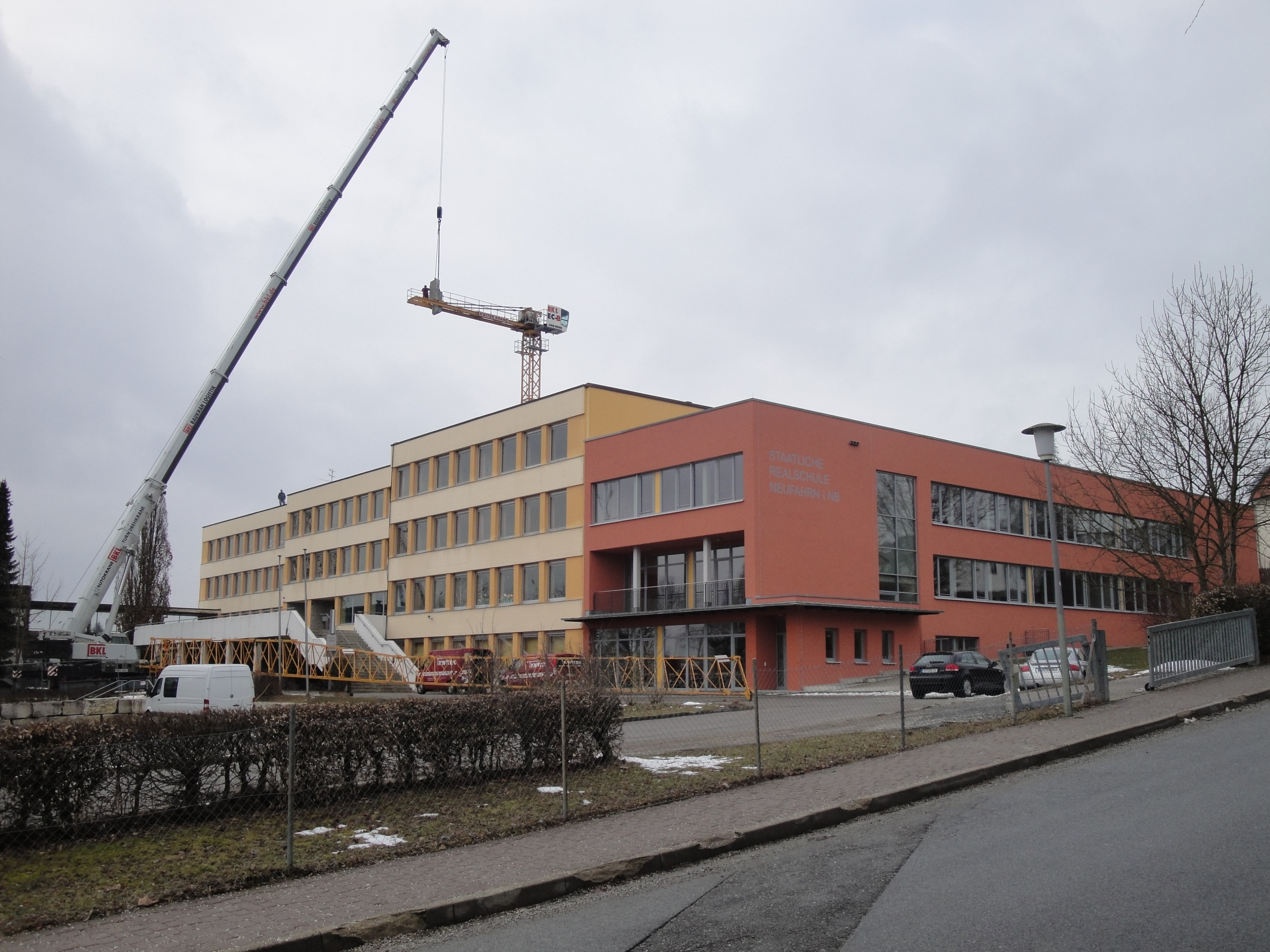
Realschule